# Bac d'évaporation
Pour les articles homonymes, voir Évaporation (homonymie).
Ne doit pas être confondu avec Évaporateur.
Un bac d'évaporation est un évaporomètre constitué par un bassin ou un bac d'eau d'assez grande surface et assez profond où l'on mesure le changement du niveau de l'eau dû à l'évaporation. Les bassins vont de 1 à 5 mètres de diamètre et de 10 à 70 cm de profondeur. Ils sont posés sur ou dans le sol (bacs enterrés) ou encore dans l'eau (bacs flottants). Dans tous les cas, le niveau de l'eau est maintenu à faible distance au-dessous du bord du bac. Les variations du niveau d'eau du bac, mesurées à des intervalles fixes, sont le reflet de l'intensité de l'évaporation.

## Types

### Bac de classe A

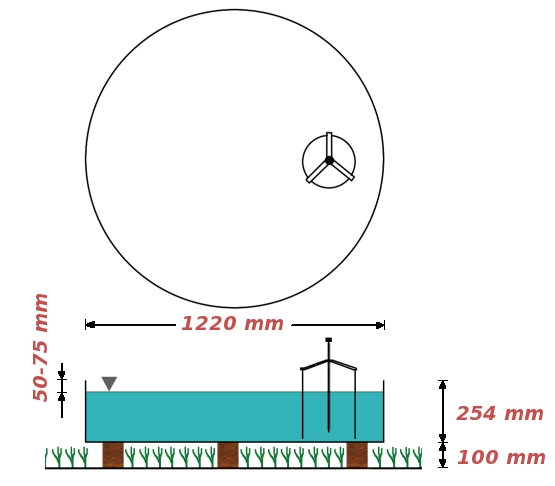
Diagramme d'un bac de classe A

Le bac de classe A est recommandé par l'Organisation météorologique mondiale. Il s'agit d'un cuve ronde de 1 220 mm de diamètre et 254 mm de hauteur, rempli jusqu'à entre 50 et 75 mm de son bord. Le bac d'évaporation est surélevé du sol (en général 10 cm) sur une palette en bois ajouré afin que l'air puisse circuler sous celui-ci. Cela empêche la transmission d'énergie thermique entre le sol et le bac qui pourrait fausser les résultats.
Il permet de mesurer la vitesse d’évaporation d'un volume d'eau et d'une surface donnés exposés à l'air (exprimée en mm par jour, par mois ou par an) et l'évapotranspiration. Cette donnée dépend exclusivement de la température et de l'humidité ambiante, ainsi que des précipitations.

### Bac BPI
Ce bac fait 1,80 m de diamètre et 0,60 m de hauteur. Il est en fer galvanisé non peint et enterré de telle sorte que le bord dépasse le sol environnant de 5 cm. Le niveau d'eau dans la cuve est approximativement au niveau du sol. Une variante de ce bac est appelée « bac Colorado ». Comme son nom l'indique, il s'agit d'un instrument utilisé dans l'ouest américain. Il est carré mesurant 1 m de côté et ayant une profondeur de 0,5 m.
Les résultats de ces bacs peuvent être extrapolés à un bac de classe A grâce à une constante de conversion. Le rapport entre l'évaporation d'un tel bac avec une étendue d'eau réelle sur une base annuelle est de l'ordre de 0,8

### Bac ORSTOM
Similaire au bac du Colorado et développé par l’Office de la recherche scientifique et technique outre-mer (maintenant Institut de recherche pour le développement), ce bac est cependant muni d'une entrée et d'une sortie dont le débit est maintenu constant. Son usage repose sur le principe du maintien du volume d'eau à niveau constant. L'enregistrement des données pluviométriques et des débits permet de mesurer l'évaporation libre du volume d'eau par la variation résiduelle du niveau. Les résultats obtenus, associés à des modèles empiriques de calcul, permettent d'extrapoler au cas de nappes d'eau naturelles ou artificielles. Ils peuvent donc aider à gérer la consommation d'un réservoir d'eau potable en tenant compte de son évaporation libre.

### Bac flottant
Le bac flottant est similaire aux autres. Il utilisé pour étudier l’évaporation de grandes surfaces d’eau, comme des lacs ou des rivières, in situ. Il doit être amarré et stabilisé sur le plan d’eau dont le niveau varie. Les mesures peuvent être faussées les jours de grands vents par l’eau introduite dans le bac par les vagues, ou déversée sous l’action des mouvements de roulis.

## Instrumentation connexe

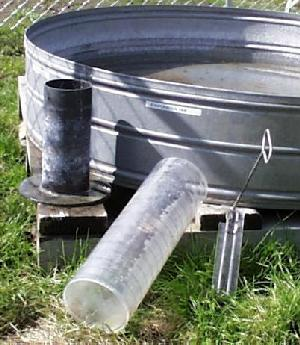
Instruments connexes autour du bac : tube de tranquillisation (gauche), thermomètre max/min à plonger dans le bac (droite), tube gradué (centre) pour ajuster le bac

Les différents types de bacs sont la plupart du temps accompagnés d'une station météorologique pour connaître la température, le vent et l'humidité ambiante car les formules empiriques de calcul de l’évapotranspiration nécessitent la connaissance de ces facteurs, en particulier celui du vent passé par jour (24h). Un thermomètre flottant permet aussi de connaître la température de l’eau dans le bac.
Dans ce bac se trouve un tube vertical, dit tube de tranquillisation, destiné à contenir le détecteur de niveau du liquide. Il permet de réduire les erreurs dues à la turbulence du liquide, au courant de surface ou à l'agitation du liquide.
Le détecteur de niveau peut être une simple règle ou une pointe limnimétrique recourbée. Cette dernière est une tige courbée vers le haut qui est immergée jusqu'à ce qu'elle entre en contact avec la surface de l'eau. Elle est suspendue à un micromètre qui mesure sa position verticale.
Finalement, pour éviter que des animaux ne viennent s'abreuver dans le bac, il sera protégé par une cage. Son influence sur l'évaporation n'est cependant pas négligeable (peut diminuer l'évaporation par 10 %). Les bacs demandent aussi un entretien: 
- il faut éviter que des algues se développent à l'intérieur ;
- il faut entretenir le couvert végétal autour du bac pour qu'il ne dépasse pas le bord supérieur du bac.

## Usage
Le niveau dans les bacs d'évaporation est relevé quotidiennement. Les relevés sont effectués en mesurant la quantité d'eau ajoutée chaque jour pour avoir un niveau constant. Le pluviomètre, généralement fixé au sol, de la station météorologique connexe  permet d'évaluer les précipitations tombées dans le bac car la quantité de précipitations tombées doit être prise en compte pour calculer l'évaporation.
Si après une pluie, le niveau du bac dépasse la pointe, il faut retirer le nombre de litres nécessaire afin de revenir au niveau de base. L'évaporation est dans ce cas égale à la pluie moins le nombre de litres d'eau retirés. Si la pluie fait déborder le bac, il est impossible de réaliser la mesure d'évaporation journalière. Elle peut être cependant estimée en minimisant les évaporations du jour précédent et du jour suivant.

## Limites
L’avantage principal des bacs est leur faible coût et leur facilité d’installation. Cependant, il est difficile de paramétrer le transfert thermique provenant des parois et la distribution de température avec la profondeur. En effet, les parois du bac, faites de métal, se réchauffent le jour et se refroidissent la nuit. Cet effet thermique se transmet facilement à l'eau qu'il contient alors qu'il est minime dans un lac qui a un très faible rapport parois versus volume. De plus, la pénétration des rayons solaires dans le bac est relativement uniforme alors que dans un lac s'établit une variation de température avec la profondeur rendant les échanges thermiques avec l'atmosphère plus complexes.
En conséquence, le taux d’évaporation de ces bacs est supérieur à celui des lacs ou des grands bassins qu'ils doivent représenter. 
L’extrapolation de la mesure à partir d'un bac se fait donc à partir d’un coefficient de correction inférieur à 1, qui dépend du type de bac.